# Oligodon sublineatus
Oligodon sublineatus är en ormart som beskrevs av Duméril, Bibron och Duméril 1854. Oligodon sublineatus ingår i släktet Oligodon och familjen snokar. Inga underarter finns listade i Catalogue of Life.
Denna orm förekommer i södra Sri Lanka. Arten lever i låglandet och i bergstrakter upp till 1200 meter över havet. Habitatet varierar mellan torra och fuktiga skogar, buskskogar, odlingsmark och trädgårdar. Honor lägger antagligen ägg.
Troligtvis hotas beståndet av landskapsförändringar. Oligodon sublineatus har viss anpassningsförmåga. IUCN kategoriserar arten globalt som livskraftig.